# 沙頭角公共圖書館
22°32′46″N 114°13′27″E / 22.546139°N 114.224242°E
沙頭角公共圖書館（英語：Sha Tau Kok Public Library）為一所位於香港沙頭角之公共圖書館，亦為香港最北面之圖書館，由康樂及文化事務署（康文署）管理。舊館位於沙頭角邨第20座地下1號。2021年5月28日，改館遷往同邨「藍屋」迎海樓地下新館。

## 歷史
沙頭角公共圖書館原位於邊境禁區，亦為香港最小的圖書館，館內僅能容納約十人。
2021年5月28日，該館進行擴建及搬遷。

## 场内设施
- 成人借阅图书馆
- 儿童借阅图书馆